# 宗和流
宗和流 （そうわりゅう）は、茶道の流派の一つ。

## 歴史
金森重近（宗和）の祖父金森長近は信長・秀吉・家康に仕えた武将で、千利休に茶を学んだ。父で長近の養子の金森可重もまた千道安に学び茶の湯に秀でていた。
初代金森宗和は、はじめは可重の嫡子として高山藩を継ぐとされていたが、廃嫡とされたため、宇治・京都に移って隠棲し、特に趣味の茶の湯に専念した。最初は父譲りの道安の流れを汲んでいたと思われるが、古田重然や小堀政一の影響を受けながら後水尾院をはじめ公家との交流のなかで、「姫宗和」と呼ばれる優美な茶風を築きあげた。加賀藩3代藩主前田利常より召し抱えの意があったが、宗和はこれを断り、代わりに子の七之助方氏が寛永2年（1625）出仕した。これより代々、茶道金森家は金沢にあって加賀藩に仕え2千石を領した。以降加賀藩では長らく、宗和流が唯一の茶道流派であった。
5代藩主の前田綱紀の頃の寛文6年（1666年）、京から裏千家の仙叟宗室が茶頭として150石で招かれるが、次代の常叟宗室は藩を辞して京都に帰ってしまった。6代藩主前田吉徳の手製の茶筌には、宗和流の影響がみられる。

金森家は、藩重臣の奥村主税家から度々養子を迎えて存続していた。幕末の頃、7代金森知直は文化4年（1807年）に藩士として軍務の責任者を命じられるが、この務めの直前に自害し、金森家は俸禄を全て没収された。外国船に備えるための沿岸防衛の任務であったが、この重圧に耐えかねたと伝わる。ともあれ流派宗家が不在となってしまったが、推挙により藩士の多賀直昌が宗家を継承することになった。多賀秀種の8代子孫の多賀直昌は加賀藩の重臣であった人持組として5千石を賜っていたが、宗家継承に際し隠居して茶道に専念し、宗和流の危機を救った中興と称されている。金森家は後に、知直の実子である金森信之に5百石が与えられて家名再興されたが、明治以降のことは不明である。
また宗和の門人である和泉陶器藩主小出三尹に宗和の妹が嫁いだことから、陶器藩および高山藩でも宗和流が行われた。金森家が領していた高山藩が天領に転じて後は、高山では寺院を中心に伝承されて現在に至っている。

## 歴代

### 宗和流（金沢）歴代
- 流祖　　金森重近（宗和）
- 二　　　金森方氏（七之助）（了空）
- 三　　　金森方一（平蔵）
- 四　　　金森信近（内匠）
- 五　　　金森知近（多門）
- 六　　　金森成章（猪之助）
- 七　　　金森知直（量之助）
- 八　　　多賀直昌（宗乗）
- 九　　　九里正令（黙々）
- 十　　　九里歩　（一蓬）「止少庵」
- 十一　　安達弘道（宗香）「司少庵」
- 十二　　辰川鑛作（宗弘）「此松庵」
- 十三　　辰村米吉（宗興）「吟風庵」
- 十四　　金野直明（宗宏）「拾玉軒」
- 十五　　長田良造（宗琢）「自在庵」
- 十六　　髙川順正（宗順）「又新軒」

### 宗和流（東京）歴代
|      | 名         | 生没年月日            | 備考                |
| ---- | ---------- | --------------------- | ------------------- |
| 初   | 金森宗和   | 1590年-1656年12月16日 |                     |
| 二   | 金森方氏   | 1610年-1664年4月3日   |                     |
| 三   | 金森方一   | 1659年-1681年6月18日  |                     |
| 四   | 金森信近   | 1679年-1727年6月27日  |                     |
| 五   | 金森知近   | 1702年-1767年4月11日  |                     |
| 六   | 金森成章   | 1745年-1799年5月      | 養子で奥村主税の4男 |
| 七   | 金森知直   | 不詳-1807年6月        | 養子で奥村主税の5男 |
| 八   | 多賀直昌   | 1792年-1829年6月2日   |                     |
| 九   | 九里正令   | 不詳-1865年8月        |                     |
| 十   | 九里歩     | 1820年-1892年4月23日  |                     |
| 十一 | 足立弘通   | 1852年-1928年9月22日  |                     |
| 十二 | 辰川宗弘   | 1879年-1945年7月15日  |                     |
| 十三 | 辰村宗興   | 1898年-1954年10月18日 |                     |
| 十四 | 辰村宗栄   | 1907年-1963年8月11日  | 13代宗興の妻        |
| 十五 | 辰村宗恍   | 不詳                  |                     |
| 十六 | 堀宗友     | 不詳-2002年11月2日    |                     |
| 十七 | 増田宗蒔   | 1945年7月15日-        |                     |
| 十八 | 宇田川宗光 | 1974年12月20日-       |                     |

### 宗和流（高山）
1. 金森宗和
2. 小出三尹
3. 小出有宗（小出有棟？）
4. 金森頼旹
5. 鷲見宜名
6. 大成院泰忍
7. 大雄寺遠誉
8. 住久兵衛
9. 本光寺知了
10. 勝久寺相常
11. 阪田小湖
12. 森本古泉
13. 平瀬有夢
14. 森本栄樹
15. 森本花文
16. 長倉泰山